# Lancang Kuning
Lancang Kuning is een bestuurslaag in het regentschap Bintan van de provincie Riau-archipel, Indonesië. Lancang Kuning telt 1252 inwoners (volkstelling 2010).